# Torrey Canyon
Torrey Canyon var den första supertankern, byggd i USA 1959. Den var av typen LR2 Suezmax och kunde ta en last av 120 000 ton olja. Torrey Canyon blev också den första supertankern som förliste, vilket ägde rum utanför Cornwall den 18 mars 1967 då fartyget gick på ett känt grund, Pollard's Rock, mellan Scillyöarna och Land's End. 
Följden av haveriet blev en miljökatastrof av en för dåtiden nästan ofattbar omfattning som drabbade såväl Cornwalls som Frankrikes kust. Tankern var fullastad och nästan 117 000 råolja läckte ut i havet. Omkring 200 km av Cornwalls kust och ca 80 km av den franska kusten förorenades svårt. Omkring 15 000 sjöfåglar dödades; däribland 85% av Frankrikes bestånd av lunnefåglar. De kemikalier som användes vid oljesaneringen visade sig efteråt ha orsakat nästan lika stora miljöskador som oljan. Det tog drygt tio år för stränderna att återhämta sig efter oljekatastrofen.
Torrey Canyon-katastrofen ledde till omfattande ändringar av det internationella regelverket som dittills inte alls varit anpassat till den nya fartygstypen.